# Seznam věží moskevského Kremlu

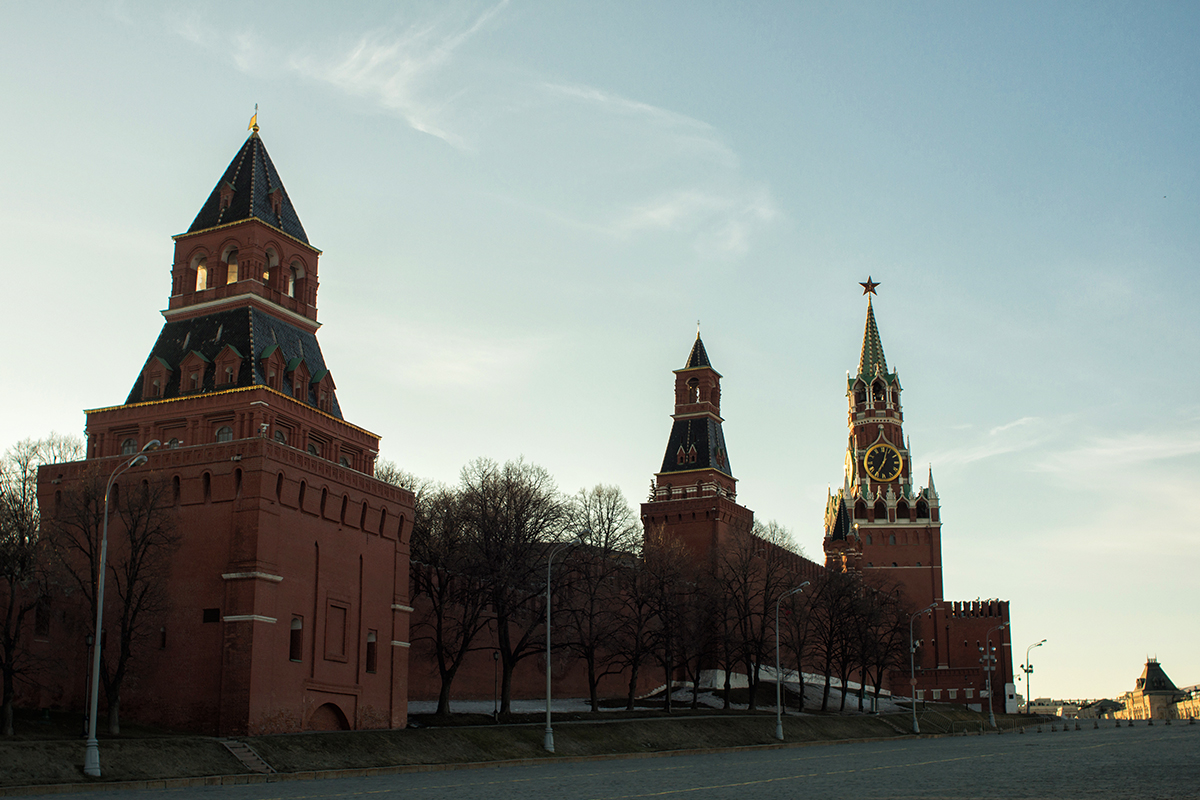
Kremelské věže v podvečerním svitu

Věže moskevského Kremlu je soubor dvaceti bašt Kremlu v hlavním městě Ruské federace v Moskvě. Dotvářejí charakteristický obraz Kremlu a spolu s cihlovou zdí tvořily obranný systém městské pevnosti. Většina věží má jednotný architektonický ráz, který získaly v druhé polovině 17. století. Podstatným rozdílem mezi nimi jsou půdorysy, na kterých jsou vybudovány. Tři věže – Beklemiševská, Vodárenská a nárožní Arzenální – stojící v rozích pevnostního trojúhelníku, mají půdorys oválný, všechny ostatní čtyřúhelníkový. Pět z bašt je zakončeno rudými hvězdami a pět věží je opatřeno branami.

## Seznam věží
| Jméno                        | Obrázek | Výška (v metrech) | Stručný popis | Pozn. |
| ---------------------------- | ------- | ----------------- | --- | ----- |
| Jihovýchodní nároží          |         |                   | |       |
| Beklemiševská věž            |         | 46,2              | Vystavěna v letech 1487 – 1488 italským architektem Marcem Ruffem. Své pojmenování dostala podle bojarské rodiny Beklemiševovců, jejichž palác stál vedle věže |       |
| Východní zeď                 |         |                   | |       |
| Konstantinova a Helenina věž |         | 36,8              | Vystavěna v roce 1490 podle projektu švýcarsko-italského architekta Pietra Antonia Solariho. Pojmenování dostala podle nedalekého chrámu zasvěceného svatým Konstantinovi a Heleně |       |
| Signální věž                 |         | 38                | Postavena v roce 1495. Jméno nese podle v ní pověšeného zvonu, který signalizoval požáry |       |
| Carská věž                   |         | 16,7              | Postavena v roce 1670. Dříve na tomto místě stávala dřevěná věžička, z níž car Ivan IV. Hrozný pozoroval Rudé náměstí – odtud název |       |
| Spasská věž                  |         | 71                | Vybudována v roce 1491 švýcarsko-italským architektem Pietrem Antoniem Solariou. Je jednou z průjezdních bašt; brána je hlavním vchodem do Kremlu. Své pojmenování získala podle dvojice ikon Krista Spasitele umístěných po obou stranách vjezdu. Jako jediná z věží je osazena hodinami |       |
| Senátní věž                  |         | 34,3              | Vybudována v roce 1491. Své dnešní pojmenování dostala v roce 1787 po dobudování Senátního paláce, před kterým stojí |       |
| Mikulášská věž               |         | 70,4              | Postavena v roce 1491 švýcarsko-italským architektem Pietrem Antoniem Soláriou. Své jméno dostala podle ikony svatého Mikuláše umístěné nad vchodem |       |
| Severní nároží               |         |                   | |       |
| Nárožní Arzenální věž        |         | 60,2              | Pietro Antonio Solari postavil věž v roce 1492. Nejmohutnější z kremelských věží dostala své jméno podle budovy kremelského Arsenalu |       |
| Západní zeď                  |         |                   | |       |
| Prostřední Arzenální věž     |         | 38,9              | Vystavěna v letech 1493 – 1495 |       |
| Trojická věž                 |         | 80                | Vybudována v roce 1495 italským architektem Aloisio da Carcano. Nejvyšší z kremelských bašt několikrát měnila své jméno; to současně má podle Trojického nádvoří |       |
| Věž Kutafja                  |         | 13,5              | Vybudována v roce 1516. Je jedinou z kremelských bašt, postavenou mimo zdi. Stojí před Trojickou věží, s níž je spojena padacím mostem |       |
| Komandantská věž             |         | 41,3              | Postavena v roce 1495 |       |
| Zbrojniční věž               |         | 38,9              | Vybudována v letech 1493 – 1495. Své jméno dostala v roce 1851 podle vedle postavené zbrojnice |       |
| Věž Borovička                |         | 54                | Postavena v roce 1490 Pietrem Antoniem Solariou. Své pojmenování má podle pahorku Borovička, na kterém stojí |       |
| Jihozápadní nároží           |         |                   | |       |
| Vodárenská věž               |         | 61,3              | Postavena v roce 1488. Své jméno dostala v roce 1633, když v ní bylo instalováno vodní čerpadlo |       |
| Jižní zeď                    |         |                   | |       |
| Blagověščenská věž           |         | 32,5              | Vybudována v letech 1487 – 1488. Své pojmenování dostala podle ikony Panny Marie Bohorodičky |       |
| Věž Tajenka                  |         | 38,4              | Postavena v roce 1485. Původně byla průjezdná. Své jméno dostala podle tajné chodby, kterou se bylo možné dostat k řece Moskvě |       |
| První bezejmenná věž         |         | 34,2              | Pochází z roku 1480 |       |
| Druhá bezejmenná věž         |         | 30,2              | Pochází z roku 1480 |       |
| Petrovská věž                |         | 27,2              | Postavena kolem roku 1480. Nejmenší z kremelských věží je pojmenována podle Petra, metropolity Kyjevského a celé Rusi |       |

Pozn .: Symbolem  jsou označeny věže završené rubínovou hvězdou